# Shelbyville (Missouri)
Shelbyville é uma cidade localizada no estado americano de Missouri, no Condado de Shelby.

## Demografia
Segundo o censo americano de 2000, a sua população era de 682 habitantes.
Em 2006, foi estimada uma população de 676, um decréscimo de 6 (-0.9%).

## Geografia
De acordo com o United States Census Bureau tem uma área de
2,1 km², dos quais 2,0 km² cobertos por terra e 0,1 km² cobertos por água. Shelbyville localiza-se a aproximadamente 233 m acima do nível do mar.

## Localidades na vizinhança
O diagrama seguinte representa as localidades num raio de 24 km ao redor de Shelbyville.